# Тинело (Латина)
Тинело је насеље у Италији у округу Латина, региону Лацио.
Према процени из 2011. у насељу је живело 121 становника. Насеље се налази на надморској висини од 302 м.